# Los Mártires
Los Mártires ist der 14. Stadtbezirk (localidad) der kolumbianischen Hauptstadt Bogotá. Mit einer Fläche von 655 Hektaren und einer Wohnbevölkerung von ca. 96.000 Menschen ist er ein mittelgroßer Stadtbezirk der Hauptstadt. Benannt zu Ehren derjenigen Märtyrer, die in diesem zentralen Bereich der Stadt ihr Leben im Kampf um die Unabhängigkeit von Spanien verloren haben. Los Mártires grenzt im Norden an Teusaquillo, südlich an Antonio Nariño, östlich an Santa Fe und im Westen an Puente Aranda.
Der problematische Bezirk El Bronx (Drogen und Prostitution) befindet sich mitten in Los Mártires. Es empfiehlt sich dort nächtens nicht herumzugehen. Der Influx von ca. 1 Million Menschen, die dort tagsüber arbeiten und ihren „Geschäften“ nachgehen, macht sich in einer hohen Kriminalitätsrate bemerkbar. Das macht der Stadtverwaltung Sorgen und es werden permanent Razzien durchgeführt. Im Mai 2016 intervenierte eine über 2.500 Mann starke Ordnungsmacht der Policía Nacional zusammen mit dem Militär gegen die organisierte Kriminalität in diesem Sektor. Daraufhin wurden und werden viele Gebäude in einem alternativen Strukturplan der Stadterneuerung abgerissen.
Wichtige Institutionen und Sehenswürdigkeiten im Stadtbezirk:
- Herz-Jesu-Basilika - Voto Nacional
- Estación de La Sabana (Zugverbindung Bogotá – Zipaquirá)
- Einkaufszentren: Centro Comercial Plaza España, Centro Comercial Puerto Rico, Calima Centro Comercial
- Hospital de San José
- Colegio Nuestra Señora de la Presentación
- Centro Nacional de Artes Gráficas
- Fiscalía General de la Nación
- Policía Metropolitana de Bogotá